# Trochalopteron imbricatum
Trochalopteron imbricatum là một loài chim trong họ Leiothrichidae.